# Russell Jacob Seibert
Russell Jacob Seibert (14 de agosto de 1914 - 28 de noviembre de 2004) fue un botánico estadounidense.
Fue el primer director del "Los Ángeles County Arboretum" & Jardín botánico, de 1950 a 1955, y desde 1956 en el "Longwood Gardens" de Kennett Square, Pa., hasta su retiro en 1979, donde se muda a Sarasota, siendo curador emérito de horticultura tropical en los jardines Botánicos Marie Selby.
Creció en una granja de Illinois. Y se gradúa de la Universidad Washington en San Luis, donde recibió sus grados de M.Sc. y de doctorado en botánica
Trabajó en el Dto. de Agricultura en los 1940s, organizando la construcción de una plantación de caucho en Haití, así como en la conducción de exploraciones vegetales en las junglas de Centro y Sudamérica.
Falleció en Sarasota, Fla., de complicaciones de la enfermedad de Alzheimer, y le sobrevivieron su esposa Isabelle "Deni" Pring, tres hijos; y seis nietos.

## Honores
- catedrático del "Williamsburg Garden Symposium"
- presidente de la "American Horticultural Society".
- La abreviatura «Seibert» se emplea para indicar a Russell Jacob Seibert como autoridad en la descripción y clasificación científica de los vegetales.[1]